# Église de la Dormition-de-la-Mère-de-Dieu de Stajićevo
Pour les articles homonymes, voir Église de la Dormition et Église de l'Assomption.
L'église de la Dormition-de-la-Mère-de-Dieu de Stajićevo (en serbe cyrillique : Црква Успења Богородице у Стајићеву ; en serbe latin : Crkva Uspenja Bogorodice u Stajićevu) est une église orthodoxe serbe située à Stajićevo, dans la province autonome de Voïvodine, sur le territoire de la ville de Zrenjanin et dans le district du Banat central en Serbie. Elle est inscrite sur la liste des monuments culturels de grande importance de la république de Serbie (identifiant no SK 1200).

## Présentation
L'église de Stajićevo, dédiée à la de la Dormition de la Mère de Dieu, a été construite en 1934, sur des plans de l'architecte Đоrđе Таbаkоvić dans un style serbo-byzantin, ; elle a été consacrée en 1937.
Elle se présente comme un édifice monumental à nef unique dominé par trois dômes, dont deux surmontent la façade occidentale contrairement à la structure du clocher central traditionnel dans la région de Voïvodine.
À l'intérieur de l'édifice, les « portes royales » (en serbe : Carske dveri) et plusieurs icônes de l'iconostase proviennent de l'ancienne église église de la Présentation-de-la-Mère-de-Dieu-au-Temple d'Orlovat, peintes par Dimitrije Popović en 1772,,.